# Access Virus

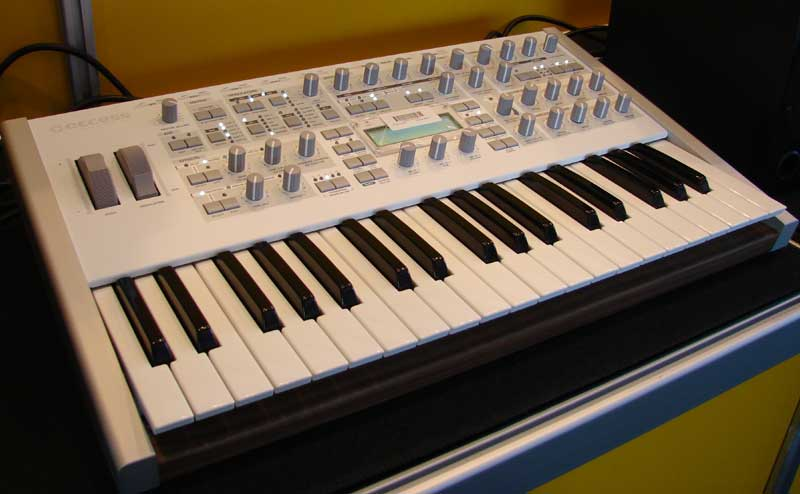
Access Virus TI Polar

Access Virus – produkowany przez niemiecką firmę Access syntezator VA, w którym dźwięk powstaje metodą cyfrowej syntezy subtraktywnej. 
W urządzeniach tego typu analogowe elementy klasycznych syntezatorów analogowych emulowane są za pomocą odpowiednich obwodów cyfrowych. Pierwszy Virus został wyprodukowany w 1997 i od tego czasu firma co pewien czas (okres ok. 2 lat) wydaje wzbogacone i zaktualizowane modele syntezatora. Wśród najnowszych wersji znajdują się: Access Virus TI, Polar TI, Snow oraz najnowszy TI2. Dwa pierwsze modele pojawiły się w roku 2005, Snow w lutym 2008, a TI2 w marcu 2009. W tym ostatnim zastosowano szybsze procesory sygnałowe uzyskując szerszą polifonię oraz więcej efektów. Odrobinę zmieniono również design.

## Technologia

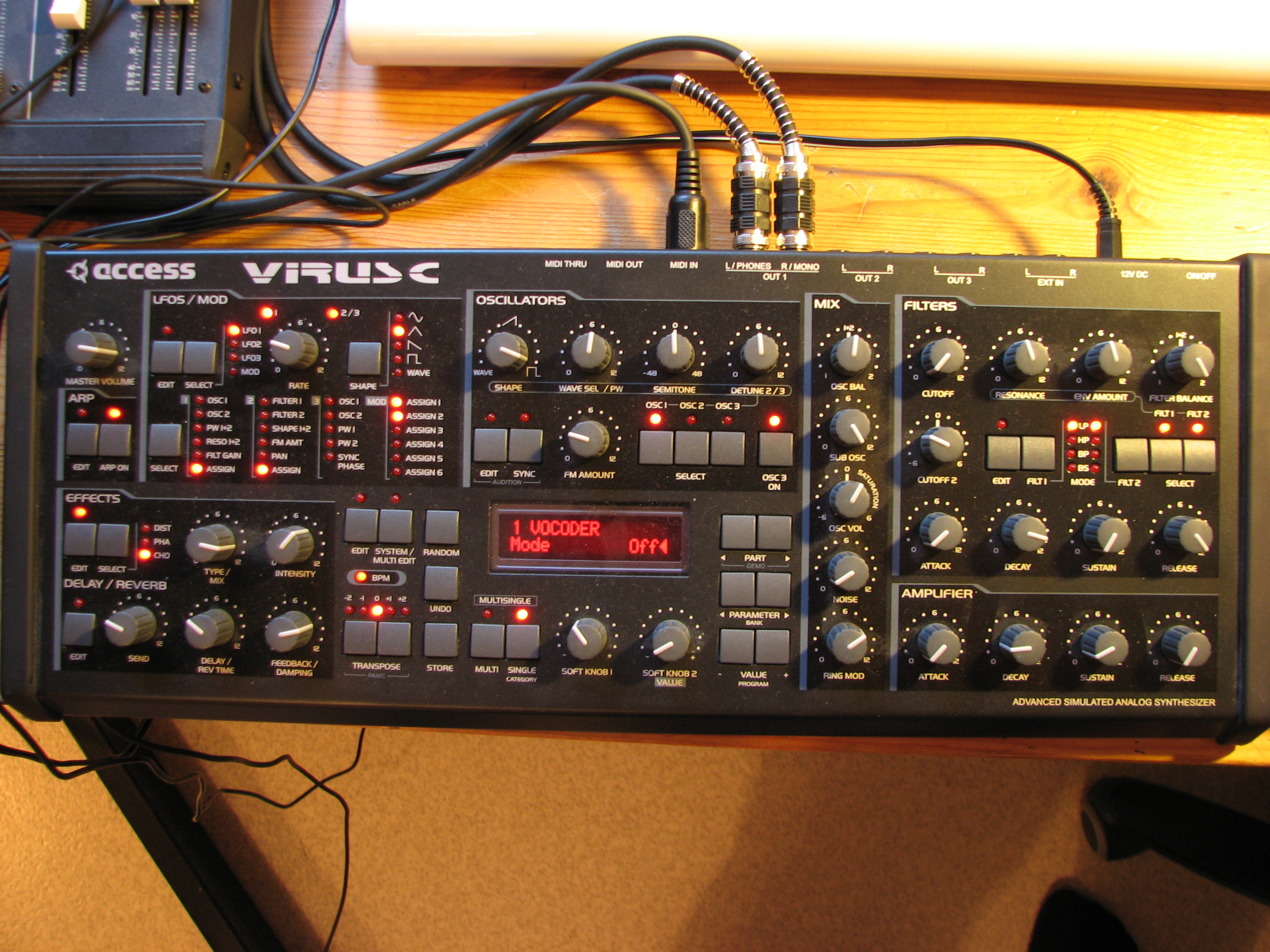
Access Virus C

Wszystkie syntezatory z serii Virus są wirtualnymi syntezatorami analogowymi i zaopatrzone są w serię stylizowanych na analogowe oscylatorów, które zapewniają generowanie szerokiego spektrum przebiegów: począwszy od sinusoidy, poprzez falę trójkątną, aż do fali prostokątnej z różnymi wariacjami pulsacyjnymi. Syntezator dysponuje również 63 syntetycznymi formami falowymi odbiegającymi od klasycznych form analogowych. 
Sekcja filtrów daje się w wysokim stopniu dostosować do wymagań użytkownika. Składają się na nią dwa niezależne filtry, które mogą być na różne sposoby zestawiane ze sobą w celu wyprodukowania ciekawych efektów dźwiękowych. 
Najciekawszą cechą serii TI (ang. total integration – całkowita integracja) jest możliwość zintegrowania syntezatora z systemem operacyjnym i używanym sekwencerem. Virus zachowuje się wtedy jak aplikacja VST bądź AU, użytkownik zaś korzysta z tego, że procesor komputera nie jest dodatkowo obciążony obliczeniami związanymi z syntezą dźwięku, jak miałoby to miejsce w przypadku użycia zwykłego programowego syntezatora VST. 

## Dotychczasowe wersje
- Virus A
- Virus TDM

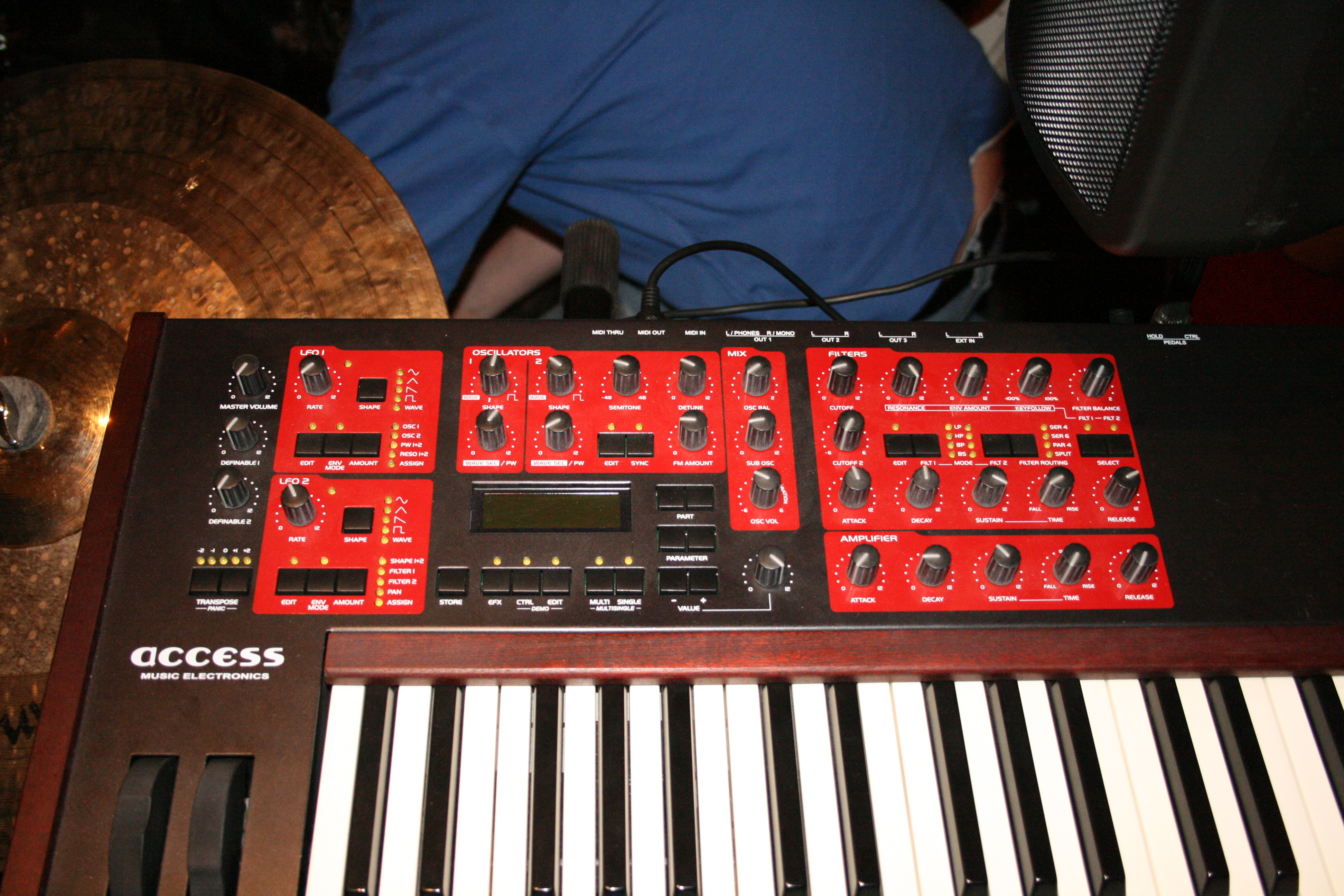
Panel modelu Virus KB

- Virus B (Desktop, Virus Indigo, Virus KB, Virus Rack)
- Virus Rack Classic
- Virus Powercore
- Virus C (Desktop,  Virus Indigo 2, Virus KC, Virus Rack XL)
- Virus TI (Desktop, Polar, Keyboard)
- Virus TI Snow
- Virus TI 2(Desktop, Polar, Keyboard).